# Jan Stöß

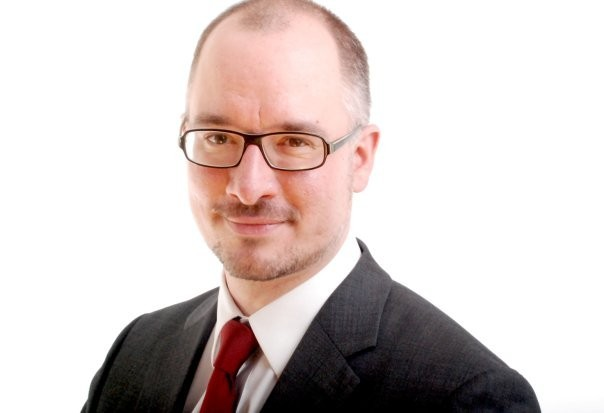
Jan Stöß (2010)

Jan Stöß (* 15. August 1973 in Hildesheim) ist ein deutscher Politiker (SPD).

## Leben
Stöß wuchs in der Gemeinde Giesen bei Hildesheim auf. Er trat im Jahr 1990 in die SPD ein. Von 1992 bis 1994 war er Unterbezirksvorsitzender der Hildesheimer Jusos. Nach dem Abitur im Jahr 1993, das er am Gymnasium Himmelsthür ablegte, war Stöß Zivildienstleistender im AWO-Seniorenzentrum Hinrich-Wilhelm-Kopf in Hildesheim.
In den Jahren 1994 bis 2000 studierte er Rechtswissenschaft an der Georg-August-Universität Göttingen und in Berlin. Von 2004 bis 2007 promovierte er an der Humboldt-Universität zu Berlin mit einer Arbeit über Großprojekte der Stadtentwicklung in der Krise. Ab 2007 war er Richter am Landgericht Berlin und von 2008 bis 2017 Richter am Verwaltungsgericht Berlin, unterbrochen von einer Tätigkeit als Bezirksstadtrat für Finanzen, Kultur, Bildung und Sport im Bezirk Friedrichshain-Kreuzberg von 2010 bis 2011.
Er kandidierte 2011 für das Amt des Bezirksbürgermeisters in Friedrichshain-Kreuzberg, unterlag aber gegen Franz Schulz (Grüne).
Seit dem Jahr 2008 bis August 2012 war Jan Stöß Kreisvorsitzender der SPD Friedrichshain-Kreuzberg und damit Mitglied im Landesvorstand der Berliner SPD. Am 9. Juni 2012 wurde Stöß, der zum linken Parteiflügel gerechnet wird, zum Vorsitzenden der Berliner SPD gewählt. Er setzte sich in einer Kampfabstimmung gegen den bisherigen Landesvorsitzenden Michael Müller, den Favoriten des Regierenden Bürgermeisters Wowereit durch. Für Stöß votierten 123 Delegierte, Müller erhielt 101 Stimmen. Auf dem Landesparteitag der SPD Berlin am 17. Mai 2014 wurde Stöß im Amt bestätigt. Von 2013 bis 2017 war er Mitglied des SPD-Parteivorstands.
Im Herbst 2014 kandidierte Stöß in dem parteiinternen Mitgliedervotum zur Bestimmung eines neuen Regierenden Bürgermeisters von Berlin neben dem SPD-Fraktionsvorsitzenden Raed Saleh und dem Stadtentwicklungssenator Michael Müller für die Nachfolge des zurückgetretenen Klaus Wowereit. Stöß unterlag im ersten Wahlgang seinem Vorgänger als Landesvorsitzenden, Michael Müller. Müller konnte 59 Prozent der Stimmen auf sich verbuchen, Stöß erhielt 20,9 Prozent. Fraktionschef Saleh belegte mit 18,9 Prozent den dritten Platz.
Im April 2016 erklärte der neue Regierende Bürgermeister Müller, er wolle auf dem Landesparteitag am 30. April 2016, auf dem Stöß sich erneut um den Landesvorsitz bewerben wollte, ebenfalls für das Amt des Landesvorsitzenden kandidieren. Stöß erklärte daraufhin den Verzicht auf eine erneute Kandidatur und gab sein Amt als Landesvorsitzender nach dessen erfolgter Wahl an seinen Vorgänger zurück.
Im Jahr 2016 kandidierte er im Wahlkreis Mitte 2 erfolglos für das Abgeordnetenhaus von Berlin. Von Oktober 2017 bis Juli 2019 war Stöß als wissenschaftlicher Mitarbeiter des Ersten Senats des Bundesverfassungsgerichts abgeordnet. Ab Sommer 2019 war er Abteilungsleiter Verwaltungsmanagement und Dienstleistungen der Senatsverwaltung für Finanzen Berlin und ab November 2019 Mitglied im Aufsichtsrat der BSR. Von September 2020 bis Februar 2022 war er Staatsrat bei der Senatorin für Kinder und Bildung der Freien Hansestadt Bremen. In diesem Amt folgte ihm Regine Komoss nach. Seit dem 2. März 2022 ist er Leiter der Abteilung Recht und Organisation im Bundesministerium der Verteidigung.
Im Sommer 2025 soll er zum beamteten Staatssekretär im Bundesministerium der Verteidigung ernannt werden.
Stöß lebt offen schwul in Berlin-Schöneberg.

## Veröffentlichungen
- Großprojekte der Stadtentwicklung in der Krise: Der Abschluss städtebaulicher Entwicklungsmaßnahmen am Beispiel Berlins. Duncker & Humblot, Berlin 2009, ISBN 978-3-428-12848-8, S. 159.